# Stopplaats Duurschestraat
Stopplaats Duurschestraat (afkorting Dst) is een voormalige halte aan de Staatslijn A. De stopplaats Duurschestraat lag tussen de huidige stations Wijhe en Olst.